# Astrid Wiesinger

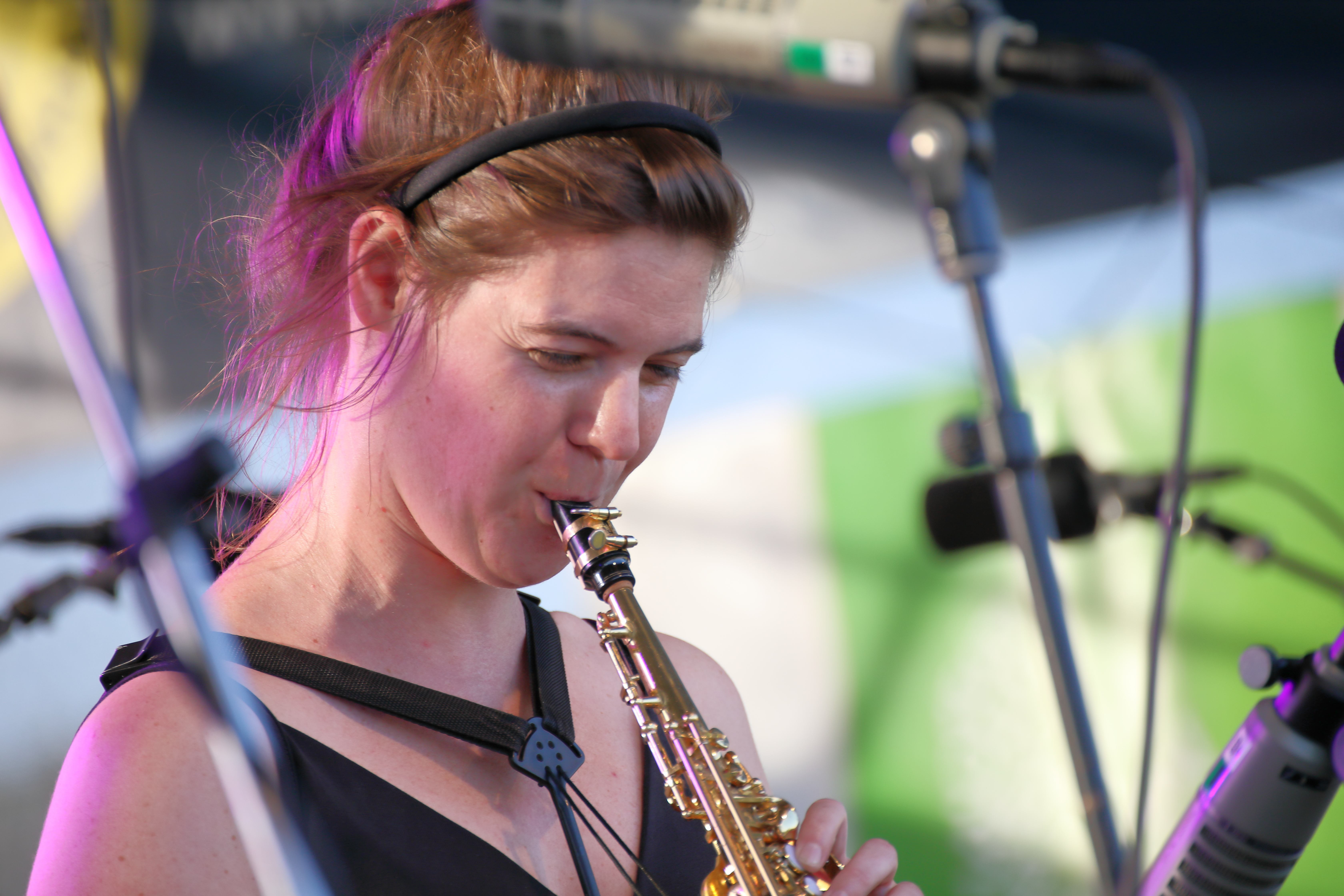
Astrid Wiesinger (INNtöne Jazzfestival 2020)

Astrid Wiesinger (* 1988 in Grieskirchen) ist eine österreichische Jazzmusikerin (Alt- und Sopransaxophon, Bassklarinette, Komposition).

## Leben und Wirken
Wiesinger studierte Jazz-Saxophon an der Universität für Musik und darstellende Kunst Wien bei Klaus Dickbauer und Martin Fuss, an der Anton Bruckner Privatuniversität Linz bei Peter Herbert und Christoph Cech sowie an der Hochschule Luzern.
Wiesinger spielte seit 2010 mit ihrer Schwester, der Bassistin Beate Wiesinger, im Duo 4675, zu denen sie ihre eigenen Kompositionen und Improvisationskonzepte beisteuerte, und bildete 2014 mit ihrer Schwester und dem Geiger Florian Sighartner das Chamber-Jazz-Trio Luchs, mit dem sie das Album Totelli (2016) vorlegte. Weiterhin gehörte sie zur Nouvelle Cuisine Big Band (als Basssaxophonistin!), dem Christoph Cech Jazz Orchester Project, (seit 2021) zu Lukas Kranzelbinders Shake Stew (Heat, Lila), dem Orjazztra Vienna von Christian Muthspiel und dem siebenköpfigen Art-Pop-Ensemble Echo Boomer, das Beate Wiesinger leitet. Zudem war sie als Solistin und Studiomusikerin an Projekten von Mathias Rüegg/Lia Pale, Yasmo & Die Klangkantine, Ralph Mothwurf Orchestra, Vincent Pongracz Synesthetic Octet, Huum und Lilac Vegetal beteiligt.
Wiesinger lehrt seit 2022 als Dozentin an der Musik und Kunst Privatuniversität der Stadt Wien.

## Preise und Auszeichnungen
Wiesinger erhielt 2023 mit Shake Stew den Amadeus Austrian Music Award in der Kategorie „Jazz/World/Blues“. Mit Echo Boomer wurde sie 2024 mit dem Österreichischen Jazzpreis in der Kategorie „Best Album“ (für Timeless Warrior) ausgezeichnet.